# Református ótemplom (Makó)
A református ótemplom vagy belvárosi református ótemplom Makó egyik legszebb barokk stílusú műemléke. Építése 1776–1788 között zajlott, de a különböző bővítésekkel együtt építése összesen több mint 50 évig tartott, szerkezete mai napig kívül és belül jó állapotú. Tornya 47 méter magasan nyúlik az égbe.

## Története

### A reformáció története Makón
A reformáció idején Makó több mint a fele áttért a református hitre, ez időben a felekezetek számát tekintve katolikus, ortodox keresztény, zsidó és református hit volt jelen a városban. 1835-re a reformátusok lettek jelen legnagyobb számban a városban.
- 6763 római katolikus
- 2000 ortodox keresztény
- 10 488 református
- 253 evangélikus
- 1120 izraelita

Az általuk emelt templom köré épület ki a református városrész. A mellette fölépült Nagy Oskola (a mai Kálvin Téri Református Általános Iskola) a környék vallásmegújító közösségének szellemi központja volt: lelkészeket és református magisztereket nevelt.

### A templom építése

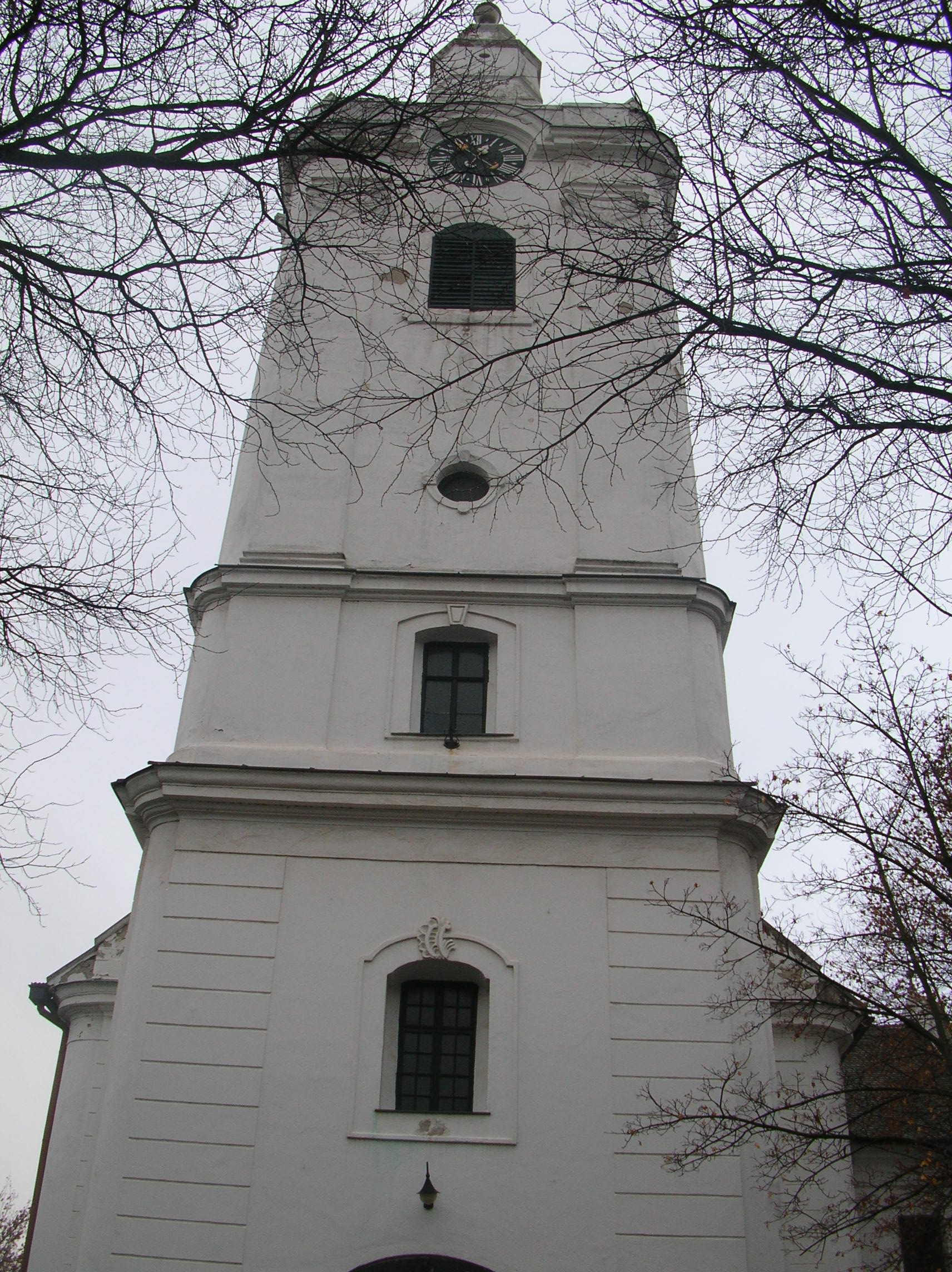
A templomtorony (2006)

A templom helyén korábban egy egyszerű, sárral tapasztott, vesszőfalú templom állt, míg 1774-ben föl nem emeltek egy nyeregtetős, alaprajzát tekintve téglalap alakú templomot. Azonban 1781. szeptember 12-én a nagyhídi tűzben ez leégett, ahogy a paplak és az iskola is. A tűzkárok ellenére a templomot még abban az évben ismét használható állapotúvá tették. A nagy tűzvészre a közösség 1817-ig minden évben böjttel emlékezett meg. 
 Szikszai György 1765. március 17-én vált makói lelkésszé és fő céljai között szerepelt a korábbi sárral tapasztott templom helyett egy szilárd, nagyobb templomot építeni. Miután megszerezte az engedélyeket a városnál, a megyénél és a helytartótanácsnál, a pénzbeli adományok gyűjtése után már 1774-ben állt a templom alsó része. A hívek adakozásán túl más pénzforrásokat is kellett keresni a templomtorony felépítéséhez, mivel azok nem fedezték a költségeket. Így Diós István kurátor Makó város piacterén levetette süvegét és kéregetni kezdett a templom fölépítéséhez, mire "Két óra alatt máriásokkal, húszasokkal, tallérokkal megtelt a nagy süveg". Ezt követően gyorsan haladtak a munkálatok, 1790-re már állt a torony. A további bővítésekre azonban egészen 1858-ig várni kellett, ekkor készült el az északi kereszthajó, addig csak egy orgonával gazdagodott 1818-ban.
1828-ban hajóit átalakították, északi harántszárnya is ekkor nyerte el mai formáját. Az új klasszicizáló stílusú bővítmények természetes összhangban vannak a régi főrész vidéki barokk túldíszítettségével.
Ebben az évben új stukkókkal is gazdagodott a templom és új mellvédes karzatot alakítottak ki.
Később azonban újabb adományoknak köszönhetően, Erdődy Pál és Joó Sámuel felajánlásával szószék és tölgyfa székek kerültek a templom falain belülre, melyek a mai napig használatban vannak. Tetőszerkezetét 1832-ben újították föl.

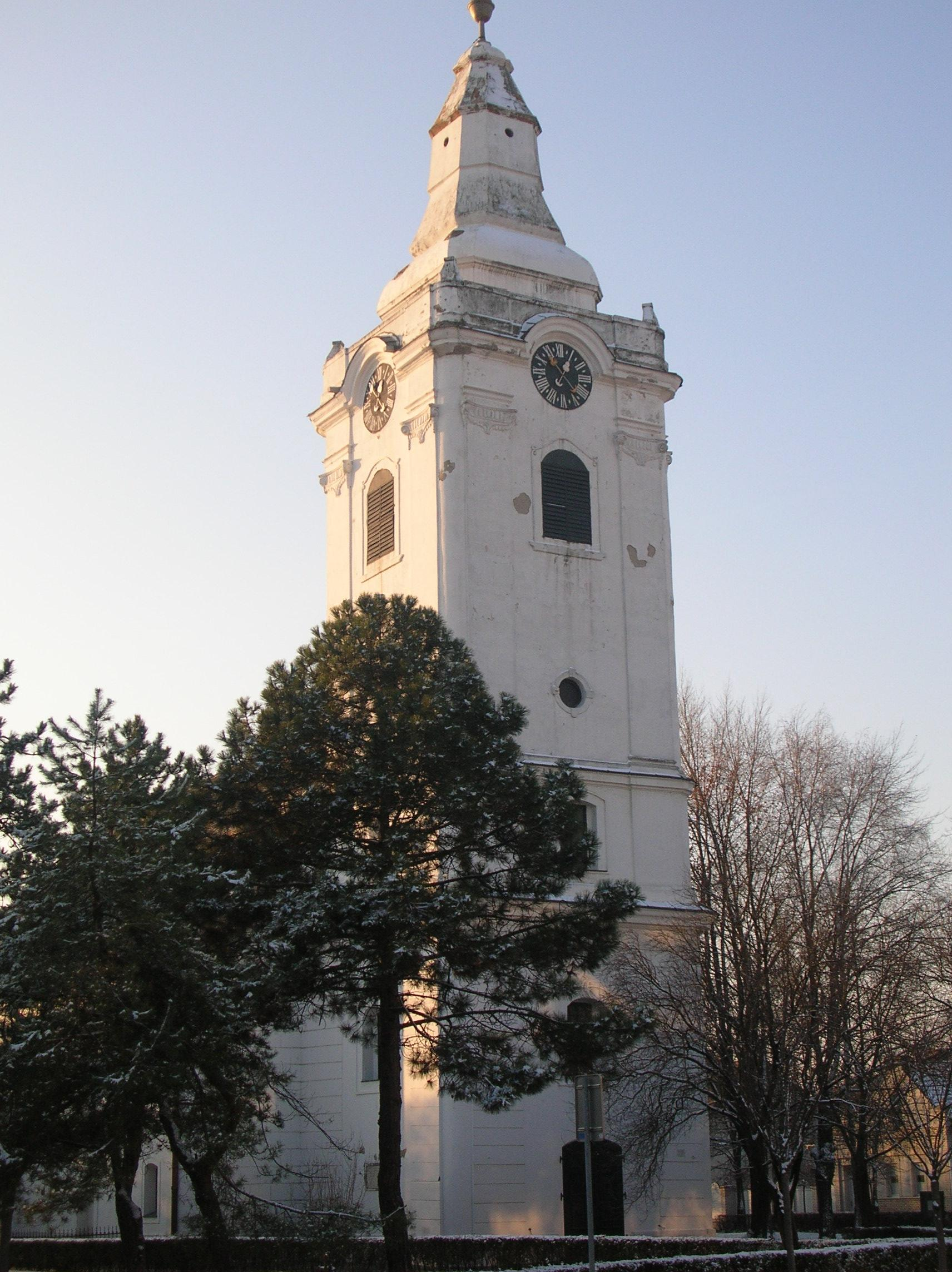
A templom (2008)

Az első világháború miatt a harangokat elszállították és hadászati célokra beolvasztották őket. Az egyház csak két harangot tudott a templom rendelkezésére bocsátani, az újvárosi református templomnak pedig csupán egyet. Mivel a háború utáni években az árak felmenőben voltak, és további harangok árát nehezen tudta volna finanszírozni a közösség (ráadásul a mennyezetet 1936-ban teljes egészében kicserélték), sokáig maradt ilyen állapotban a templomtorony. Ekkor újabb adomány érkezett, Bálint Nagy József és felesége Nagy György Erzsébet felajánlottak négy vagon búzát a terv finanszírozására. A feleség neve alapján nevezték el később Erzsébet-harangnak. A 14 q 30 kg súlyú harangot Budapesten öntötte Szlezák László az „isten dicsőségére és a hívő lelkek épülésére / a makói református egyház részére készítették / nagy józsef és neje nagy györgy erzsébet” felirattal. A másik oldalra pedig „erzsébet harang / a lelkes adományozók” alatt domborították ki a házaspár arcképét. A harang 1924. december 20-án érkezett meg Makó városába, s a következő nap délelőttjén már föl is avatták. A házaspár emlékének a templomban egy emléktábla is adózik. Három évvel később pedig, 1937. október 4-én, a szintén adományokból öntött Horthy-harangot Dr. Baltazár Dezső püspök szentelte fel.
Ugyanerre az időre tehető a református ótemplom híveiben megjelenő igény, hogy a régi, elavult, kicsi orgonát lecseréljék egy nagyobbra, azonban pénzszűke miatt ezt nem tudták megengedni maguknak, mígnem 1938-ban a presbitérium elhatározta, hogy megépítik az új orgonát a magyarlakta Felvidék véráldozatmentes visszacsatolását meghálálva. Az akkori presbiter megkezdte a pénzgyűjtést, továbbá kijelentették, hogy aki 100 pengő fölött adakozik, annak nevét egy, a templomban fölállított márványtáblára vésik. Mivel egy hónap leforgása alatt 5000 pengő híján megvolt az szükséges 20000 pengő, Szirbik Sándor lelkipásztor és Cziriák Zoltán kántor Budapesten megegyeztek egy mesterrel, aki végül 18650 pengőt kért munkájáért. Az eredeti tervekkel ellentétben – miszerint májusban érkeztek volna meg –, csak szeptemberben jöttek meg a hangszer alkatrészei. Az új orgona 27 szólóhanggal játszik, 1854 síp található benne, és áram híján félhangon, fújtatóval is lehet üzemeltetni. Ahhoz, hogy el tudják helyezni ezt a méretes, 512 cm magas, 350 cm széles hangszert a templomba, belső átalakításra volt szükség, a karzat padozatát 15 centiméterrel süllyeszteni kellett. A beszerelést követte maga a behangolás, mely egy teljes hétig folyt. Tesztelésére szeptember 30-án került sor, a szegedi dóm orgonistája, Antos Kálmán által, majd az október 15-ei istentiszteleten hivatalosan is fölavatták az orgonát. Azok nevét, akik megteremtették a pénzügyi hátterét, a templom előcsarnokában egy márványlap őrzi.
A templom állapotának megőrzése érdekében több ízben volt felújítva, így 1948-ban, 1968-ban (ekkor felújították a harangtornyot is, a korábban a harangok három embert igénylő megszólaltatását egy elektronikusan hajtott rendszer tette könnyebbé), 1981-ben, majd végül 1995-ben. 2009-ben az Új Magyarország Vidékfejlesztési Program 2007-2013. IV. tengelyén belül a Helyi Vidékfejlesztési
Stratégia végrehajtására hirdettek meg pályázati felhívásokat, amelyekre - több másik makói pályázó mellett - a Makó-Belvárosi
Református Egyházközség is sikerrel nyújtott be támogatási kérelmet, így 2011-ben megkezdődhetett a templomtorony 8 millió forint értékű felújítása; a munkálatok jelenleg is tartanak.

### A levéltára

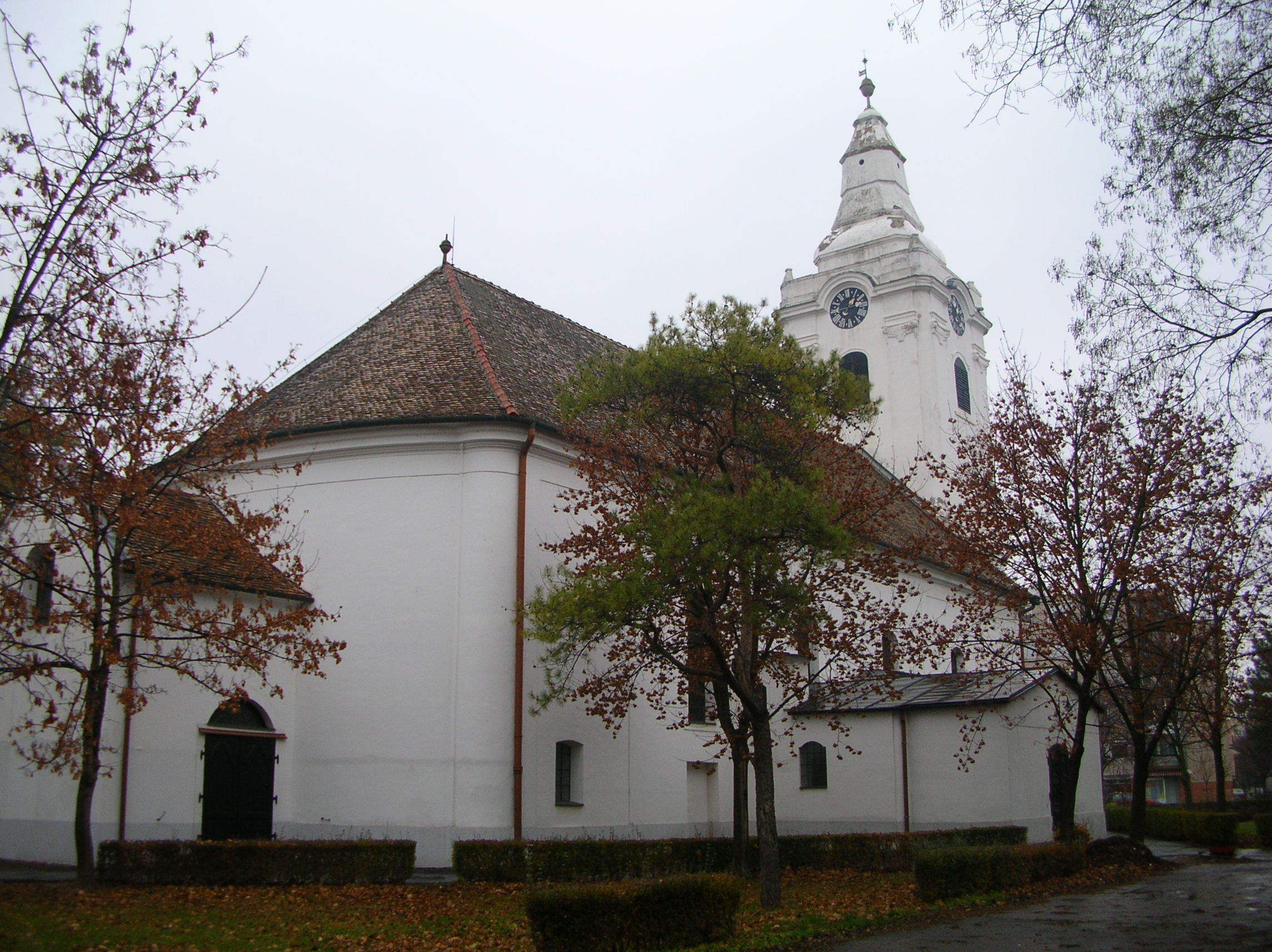
A templom hátsó része (2006)

A makói református egyház levéltárának anyagai a parókián, és a belvárosi református templomban, azaz a református ótemplomban vannak elhelyezve. Az állományra jelentőse rányomta bélyegét az 1782-es tűz, a korábbi feljegyzések tetemes mennyisége veszett így oda.
…a harangokkal, az Ekklésiának minden egyéb épületjével, a templom és a parochián találtatott majd minden javakkal és irományokkal együtt, lángok prédájává lett… (Szirbik Miklós)
Az 1800-as évek vége felé az anyakönyvi bejegyzéseket alapul véve az évszázadot átfogó családi íveket készítettek. Ezeken minden egyes makói református család szerepelt, minden egyes tagjával, azok anyakönyvi adataival együtt. Ez a gyűjtemény a maga volumenében szinte egyedülálló a Magyarországi Református Egyház történetében. Az 1800-as évek utáni dokumentumok azonban csak részben találhatóak meg a templomban vagy a parókián, mivel az újvárosi templom felépülése után kiépülő újvárosi református hitközösség levéltára külön, megkezdte saját bizonyítványainak kezelését. Az iratok szétszórtsága és keveredése annak is köszönhető, hogy 1951-ig az elnök-lelkésznek nem volt állandó állandó lakhelye, hol az ótemplomban, hol az újvárosi templomban lakott. Az iratokat így a mai napig különböző helyen tárolják.

## A templom a művészetben
A templomról számos művész készített különböző képzőművészeti alkotást, számos műnek vált alapjává, vagy fontos elemévé.
| - Choma József, festmény - T. Zöllei Mária, festmény - Iványi Ödön, akvarell - Zombori László, festmény - Szántó János, olajfestmény - Pogány József: Református ótemplom, festmény - Jámborné Balog Tünde: Istennek ostora, batik, 1971. - Jámborné Balog Tünde: Erdei Ferenc epitáfiuma, batik, 1971. | - Gyurkovics Hunor: Makói emlék, akvarell - Miklóssy Mária: Makói délután, tempera - Miklóssy Mária: Makói menyecske, olaj, 1997. - Orth István: Öreg templom nagy haragja, olaj - Orth István: Makói millenniumi plakát, 1999. - Földessy Péter: Napfogyatkozás, akvarell - Páll Lajos: Utolsó próféta, olaj, 1992. |